# ورقة تجارية مالية

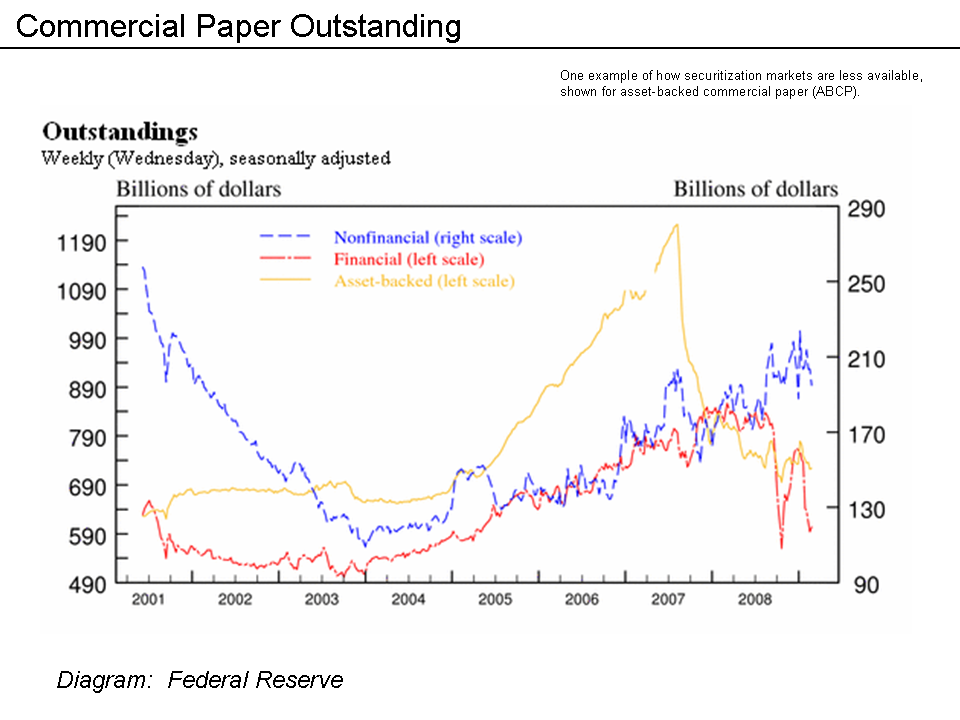

أوراق تجارية مالية (بالإنجليزية: commercial paper)‏ هي أوراق قابلة للتداول بدون ضمان وذات استحقاق محدد للتسديد لفترة من يوم إلى 270 يوم. وتصدر الأوراق التجارية المالية وتُعرَض للبيع من مصارف ومؤسسات تجارية كبيرة بغرض الحصول على مالٍ لتغطية التزامات معينة (مثل رواتب العاملين)، ويغطّيها وعد من المصرف أو المؤسسة التي أصدرتها بتسديد قيمتها في تاريخ استحقاقها (maturity).
وحيث أنها لا تتضمن ضماناً إضافياً فلا تستطيع إصدارها سوي مصارف ومؤسسات ذات درجة ملاءة متميزة من وكالة تقدير معروفة. وفي العادة تعطي تلك الأوراق فائدة أعلى مما تعطيه السندات، وتزيد الفائدة بزيادة المدة المحددة للسداد. وتتغير سعر تلك الأوراق المالية بحسب وضع السوق.
والأوراق التجارية التي يعرفها القانون المصري هي الكمبيالة والسند لأمر والشيك

## اقرأ أيضاً
- دائن مضمون
- أسهم رأس المال
- ربح السهم المؤجل
- كمبيالة مضمونة
- مؤجل
- سند مؤقت
- مستحقات مؤجلة
- ضمان إضافي
- مردود الاستثمار
- الحد الأدنى للعائد
- نظارة الحسابات
- تخصيص الأموال
- حجم الأعمال (اقتصاد)